# Mercallo
Mercallo (lombardul: Mercall vagy Marcall) település Olaszországban, Varese megyében. Lakosainak száma 1787 fő (2023. január 1.). Mercallo Sesto Calende, Vergiate, Comabbio és Varano Borghi községekkel határos.

## Népesség
A település népességének változása:
| Lakosok száma | 1810 | 1795 | 1787 |
|               | 2017 | 2018 | 2023 |